# Jaromír Rubeš
Jaromír Rubeš (16. března 1918 – 9. února 2000) byl český lékař.
Vystřídal více specializací, až nakonec pracoval jako psychoterapeut a psychiatr. Byl primářem v Psychiatrické léčebně Praha–Bohnice a ředitelem Psychiatrické léčebny v Dobřanech. Očím veřejnosti se představil v 70. letech 20. století, kdy v psychoterapeutickém stacionáři Horní Palata vedl tzv. "Psychohrátky", při kterých popularizoval takové oblasti jako je analýza snů, psychodrama a další psychologické hry. Posléze se specializoval na léčbu závislostí, byl zakladatelem Střediska drogových závislostí. Jeho vnukem je Janek Rubeš.
Po roce 1989 společně s Doc. MUDr. Jaroslavem Skálou a PhDr. Eduardem Urbanem založili psychoterapeutické sdružení SUR, nazvané podle počátečních písmen svých příjmení (Skála–Urban–Rubeš). Ze zakladatelů SUR zemřel jako první již v roce 2000.